# 挪威交通
挪威交通很大程度上受到挪威低人口密度、國土狹長和長海岸線的影響。挪威交通在傳統上依靠水運，但20世紀之後，公路、鐵路和航空交通的重要性增加。由於挪威的人口密度較低，在農村地區公共交通並不發達，主要集中在城市。挪威交通的主管部門是挪威交通通訊部。平均每個挪威人每天花在通勤上的時間是70分鐘。2006年，交通業佔挪威經濟總量的4.1%，提供挪威6.6%的就業崗位。